# Exo Planet 2 – The Exo'luxion
EXO PLANET #2 – The EXO'luXion là chuyến lưu diễn thứ hai của nhóm nhạc nam Hàn-Trung EXO. Sau khi được công bố vào tháng 1 năm 2015, chuyến lưu diễn bắt đầu bằng đêm diễn tại Nhà thi đấu Thể dục dụng cụ Olympic, Seoul vào ngày 7 tháng 3 năm 2015. Với tất cả 39 buổi diễn trên khắp châu Á và 5 buổi diễn tại Bắc Mỹ, The EXO'luXion đã thu hút trên 742.000 khán giả và là chuyến lưu diễn có quy mô lớn nhất của EXO từ trước đến nay.
Ngày 24 tháng 8 năm 2015, thành viên EXO Tao khởi kiện SM Entertainment đồng thời chấm dứt tham gia The EXO'luXion.

## Lịch sử

### Seoul
The EXO'luXion được SM Entertainment chính thức công bố vào ngày 15 tháng 1 năm 2015 với bốn buổi diễn đầu tiên tại Nhà thi đấu Thể dục dụng cụ Olympic, Seoul. Vé bắt đầu được bán từ ngày 21 tháng 1 và đêm diễn thứ năm, diễn ra vào ngày 13 tháng 3, đã được bổ sung do nhu cầu quá lớn.

### Đài Loan
Ngày 12 và 13 tháng 6 năm 2015, EXO tổ chức hai buổi diễn tại Đài Bắc. Sau đó, nhiều khán giả cáo buộc các nhân viên an ninh tại hai buổi diễn đã có những hành động không phù hợp khi kiểm tra tư trang, cũng như sử dụng vũ lực để buộc khán giả rời khỏi buổi diễn. Tuy nhiên, đơn vị tổ chức của hai buổi diễn, SuperDome, đã phủ nhận những cáo buộc này.

### Philippines
Thời gian bán vé của buổi diễn tại Manila đã được lùi lại để thống nhất giá vé và sơ đồ chỗ ngồi. Một buổi diễn thứ hai đã được bổ sung do nhu cầu quá lớn. EXO cũng đã trở thành nghệ sĩ K-Pop đầu tiên từng tổ chức hai chuyến lưu diễn liên tiếp tại Philippines.

### Bắc Mỹ
Ngày 1 tháng 12 năm 2015, My Music Taste công bố sẽ tổ chức năm buổi diễn tại Bắc Mỹ và khán giả sẽ là người bình chọn địa điểm tổ chức. Sau khi thời gian bình chọn kết thúc, nhiều khán giả đã chỉ ra những điểm bất thường trong quá trình bình chọn, như việc số phiếu bầu cho một số thành phố tăng vọt vào phút chót nhờ những tài khoản được cho là giả mạo, và cho rằng đã xảy ra gian lận. My Music Taste cho biết mặc dù có thể đã xảy ra gian lận, việc lựa chọn địa điểm tổ chức vẫn thuộc quyền quyết định của họ và phủ nhận các cáo buộc lừa đảo.
Ngày 24 tháng 12 năm 2015, thành viên Lay được thông báo là sẽ không tham gia cả năm buổi diễn do các hoạt động của anh tại Trung Quốc. Ngày 9 tháng 2 năm 2016, thành viên Kai được thông báo là sẽ không tham gia buổi diễn tại Dallas do vấn đề về thị thực.
Sau khi các buổi diễn kết thúc, một số khán giả Hàn Quốc cáo buộc đơn vị tổ chức đã phân biệt đối xử và có những hành động không phù hợp với họ như kiểm tra tư trang, khám xét quần áo, tịch thu tài sản cá nhân và ép họ rời khỏi buổi diễn. My Music Taste một lần nữa phủ nhận mọi cáo buộc đồng thời cảnh báo sẽ điều tra và xử lý các hành vi vu khống.

## Danh sách tiết mục
Opening VCR (The EXO'luXion)
- 중독 (Overdose) (Remix) (KR)
- History (Remix) (KR/CH)
- El Dorado (KR)

Ment
- 나비소녀 (Don't Go) (KR)
- Playboy (KR)
- 인어의 눈물 (Baby, Don't Cry) (KR)
- My Answer (KR)

VCR #2 (My Turn to Cry)
- The Star (KR)
- EXODUS (KR)
- Hurt (KR)

VCR #3 
- 피터팬 (Peter Pan) (KR)
- XOXO (KR)
- Lucky (KR)
- 3.6.5 (KR/CH)

Ment
- Christmas Day (KR)
- 첫 눈 (First Snow) (KR)
- 12월의 기적 (Miracles in December) (KR)

Ment
- Beat Burger Remix Medley (KR)
- Full Moon (KR)
- Machine (KR)
- Drop That (KR)
- Let Out the Beast (KR)
- Run (KR)

VCR #4 - VCR #5 - (Call Me Baby Preview)
- Dubstep (KR)(Chỉ trong các đêm diễn thứ 3, 4, 5)
- 으르렁 (Growl) (Stage Version) (KR)
- 늑대와 미녀 (Wolf) (Stage Version) (KR)

Ment
- MAMA (KR/CH)

Encore VCR
- 약속 (EXO, 2014) (KR)

Ment
- Thunder (KR)(Chỉ trong các đêm diễn thứ 3, 4, 5)
- 너의 세상으로 (Into Your World) (KR)

Opening VCR (The EXO'luXion)
- 중독 (Overdose) (Remix) (KR)
- History (Remix) (KR/CH)
- El Dorado (KR)

Ment
- 나비소녀 (Don't Go) (KR)
- Playboy (KR)
- 인어의 눈물 (Baby, Don't Cry) (KR)
- My Answer (CH)

VCR #2 (My Turn to Cry)
- The Star (KR)
- EXODUS (KR)
- Hurt (KR)

VCR #3 
- 피터팬 (Peter Pan) (KR)
- XOXO (KR)
- Lucky (CH)
- 3.6.5 (KR/CH)

Ment
- Christmas Day (KR)
- 첫 눈 (First Snow) (KR)
- 12월의 기적 (Miracles in December) (CH)

Ment
- Full Moon (KR)
- Machine (Remix) (KR)
- Drop That (KR)
- Let Out the Beast (Remix) (KR)
- Run (Remix) (KR)
- Call Me Baby (CH)
- Dubstep (KR)(chỉ diễn ở Macau, Nam Kinh, Đại Liên)
- Love Me Right (CH)(không diễn ở Thượng Hải)
- 으르렁 (Growl) (Stage Version) (CH)
- 늑대와 미녀 (Wolf) (Stage Version) (KR)(chỉ diễn ở Thượng Hải)

Ment
- MAMA (KR/CH)(không diễn ở Nam Kinh, Đại Liên)

Encore VCR
- 약속 (EXO, 2014) (CH)(không diễn ở Đại Liên)
- Sing For You (KR)(chỉ diễn ở Đại Liên)

Ment
- 너의 세상으로 (Into Your World) (KR)(không diễn ở Đại Liên)
- Unfair (KR)(chỉ diễn ở Đại Liên)

Opening VCR (The EXO'luXion)
- 중독 (Overdose) (Remix) (KR)
- History (Remix) (KR/CH)
- El Dorado (KR)

Ment
- 나비소녀 (Don't Go) (KR)
- Playboy (KR)
- 인어의 눈물 (Baby, Don't Cry) (KR)
- My Answer (CH)

VCR #2 (My Turn to Cry)
- The Star (KR)
- Exodus (KR)
- Love Me Right (KR)

VCR #3 
- 피터팬 (Peter Pan) (KR)
- XOXO (KR)
- Lucky (KR)
- 3.6.5 (KR/CH)

Ment
- Christmas Day (KR)
- 첫 눈 (First Snow) (KR)
- 12월의 기적 (Miracles in December) (CH)

Ment
- Full Moon (KR)
- Machine (Remix) (KR)
- Drop That (KR)
- Let Out the Beast (Remix) (KR)
- Run (Remix) (KR)
- Call Me Baby (CH)
- 늑대와 미녀 (Wolf) (Stage Version) (KR)
- 으르렁 (Growl) (Stage Version) (CH)

Ment
- MAMA (KR/CH)

Encore VCR
- 약속 (EXO, 2014) (CH)

Ment
- 너의 세상으로 (Into Your World) (KR)

Opening VCR (The EXO'luXion)
- 중독 (Overdose) (Remix) (KR)
- History (Remix) (KR/CH)
- El Dorado (KR)

Ment
- 나비소녀 (Don't Go) (KR)
- Playboy (KR)
- 인어의 눈물 (Baby, Don't Cry) (KR)
- My Answer (KR)

VCR #2 (My Turn to Cry)
- The Star (KR)
- EXODUS (KR)
- Hurt (KR)

VCR #3 
- 피터팬 (Peter Pan) (KR)
- XOXO (KR)
- Lucky (KR)
- 3.6.5 (KR/CH)

Ment
- Christmas Day (KR)
- 첫 눈 (First Snow) (KR)
- 12월의 기적 (Miracles in December) (CH)

Ment
- Full Moon (KR)
- Machine (Remix) (KR)
- Drop That (KR)
- Let Out The Beast (Remix) (KR)
- Run (Remix) (KR)
- Call Me Baby (KR)
- Love Me Right (KR)
- 으르렁 (Growl) (Stage Version) (CH)

Ment
- MAMA (KR/CH)

Encore VCR
- 약속 (EXO, 2014) (KR)

Ment
- 너의 세상으로 (Into Your World) (KR)

Opening VCR (The EXO'luXion)
- 중독 (Overdose) (Remix) (KR)
- History (Remix) (KR/CH)
- El Dorado (KR)

Ment
- 나비소녀 (Don't Go) (KR)
- Playboy (KR)
- 인어의 눈물 (Baby, Don't Cry) (KR)
- My Answer (CH)

VCR #2 (My Turn to Cry)
- The Star (KR)
- Exodus (KR)
- Hurt (KR)

VCR #3 
- 피터팬 (Peter Pan) (KR)
- XOXO (KR)
- Lucky (KR)
- 3.6.5 (KR/CH)

Ment
- Christmas Day (KR)
- 첫 눈 (First Snow) (KR)
- 12월의 기적 (Miracles in December) (CH)

Ment
- Full Moon (KR)
- Machine (Remix) (KR)
- Drop That (KR)
- Let Out the Beast (Remix) (KR)
- Run (Remix) (KR)
- Call Me Baby (CH)
- Love Me Right (CH)
- 으르렁 (Growl) (Stage Version) (CH)

Ment
- MAMA (KR/CH)

Encore VCR
- 약속 (EXO, 2014) (KR)

Ment
- 너의 세상으로 (Into Your World) (CH)

Opening VCR (The EXO'luXion)
- 중독 (Overdose) (Remix) (KR)
- History (Remix) (KR)
- El Dorado (KR)

Ment
- 나비소녀 (Don't Go) (KR)
- Playboy (KR)
- 인어의 눈물 (Baby, Don't Cry) (KR)
- My Answer (KR)

VCR #2 (My Turn to Cry)
- The Star (KR)
- Exodus (KR)
- Hurt (KR)

VCR #3 
- 피터팬 (Peter Pan) (KR)
- XOXO (KR)
- Lucky (KR)
- 3.6.5 (KR)

Ment
- Christmas Day (KR)
- 첫 눈 (First Snow) (KR)
- 12월의 기적 (Miracles in December) (KR)

Ment
- Full Moon (KR)
- Machine (Remix) (KR)
- Drop That (JP)
- Let Out the Beast (Remix) (KR)
- Run (Remix) (KR)
- Call Me Baby (KR)
- Love Me Right (JP)
- 으르렁 (Growl) (Stage Version) (KR)

Encore VCR
- 약속 (EXO, 2014) (KR)

Ment
- 너의 세상으로 (Into Your World) (KR)

Opening VCR (The EXO'luXion)
- 중독 (Overdose) (KR)
- History (KR/CH)
- El Dorado (KR)

Ment
- 나비소녀 (Don't Go) (KR)
- Playboy (KR)
- 인어의 눈물 (Baby, Don't Cry) (KR)
- My Answer (KR)

VCR #2 (My Turn to Cry)
- The Star (KR)
- EXODUS (KR)
- Hurt (KR)

VCR #3 (Coffee Shop) 
- 피터팬 (Peter Pan) (KR)
- XOXO (KR)
- Lucky (CH)
- 3.6.5 (KR-CH-KR)

Ment
- Christmas Day (KR)
- 첫 눈 (First Snow) (KR)
- 12월의 기적 (Miracles in December) (CH)
- Full Moon (KR)
- Machine (Remix) (KR)
- Drop That (KR)
- Let Out the Beast (Remix) (KR)
- Run (Remix) (KR)

VCR #4
- Call Me Baby (KR)
- Dubstep Intro (KR)
- 으르렁 (Growl) (CH)

Ment
- Love Me Right (KR)

VCR #5 (Promise)
- Sing For You (KR)

Ending Ment
- Unfair (KR)
- 너의 세상으로 (Into Your World) (KR)

Opening VCR (The EXO'luXion) -
- 중독 (Overdose) (Remix) (KR)
- History (Remix) (KR)
- El Dorado (KR)

Ment
- 나비소녀 (Don't Go) (KR)
- Playboy (KR)
- 인어의 눈물 (Baby, Don't Cry) (KR)
- My Answer (KR)

VCR #2 (My Turn to Cry)
- The Star (KR)
- Exodus (KR)

VCR #3 
- 피터팬 (Peter Pan) (KR)
- XOXO (KR)
- Lucky (KR)
- 3.6.5 (KR)

Ment
- Christmas Day (KR)
- 첫 눈 (First Snow) (KR)
- 12월의 기적 (Miracles in December) (KR)

Ment
- Full Moon (KR)
- Machine (Remix) (KR)
- Drop That (KR)
- Let Out the Beast (Remix) (KR)
- Run (Remix) (KR)

VCR #4
- Call Me Baby
- 으르렁 (Growl) (Stage Version) (KR)

Ment
- Love Me Right (KR)

VCR #5
- Sing For You (KR)

Ending Ment
- Unfair (KR)

Opening VCR (The EXO'luXion)
- 중독 (Overdose) (KR)
- History (KR)
- MAMA (KR)

Ment
- 나비소녀 (Don't Go) (KR)
- Playboy (KR)
- 인어의 눈물 (Baby, Don't Cry) (KR)
- My Answer (KR)

VCR #2 (My Turn to Cry)
- The Star (KR)
- EXODUS (KR)
- Hurt (KR)

VCR #3 (Coffee Shop) 
- 피터팬 (Peter Pan) (KR)
- XOXO (KR)
- Lucky (KR)
- 3.6.5 (KR)

Ment
- Christmas Day (KR)
- 첫 눈 (First Snow) (KR)
- 12월의 기적 (Miracles in December) (KR)

Ment
- Full Moon (KR)
- Machine (KR)
- Drop That (KR)
- Let Out the Beast (KR)
- Run (KR)

VCR #4
- Call Me Baby (KR)
- Dubstep Intro (KR)
- 으르렁 (Growl) (KR)

Ment
- Love Me Right (KR)

VCR #5 (Promise)
- Sing For You (KR)

Ending Ment
- Unfair (KR)

Opening VCR (The EXO'luXion)
- 중독 (Overdose) (KR)
- History (KR)
- El Dorado (KR)

Ment
- 나비소녀 (Don't Go) (KR)
- Playboy (KR)
- 인어의 눈물 (Baby, Don't Cry) (KR)
- My Answer (KR)

VCR #2 (My Turn to Cry)
- The Star (KR)
- EXODUS (KR)
- Hurt (KR)

VCR #3 (Coffee Shop) 
- 피터팬 (Peter Pan) (KR)
- XOXO (KR)
- Lucky (KR)
- 3.6.5 (KR)

Ment
- Christmas Day (KR)
- 첫 눈 (First Snow) (KR)
- 12월의 기적 (Miracles in December) (KR)

Ment
- Full Moon (KR)
- Machine (KR)
- Drop That (KR)
- Let Out the Beast (KR)
- Run (KR)

VCR #4
- Call Me Baby (KR)
- Dubstep Intro (KR)
- 으르렁 (Growl) (KR)

Ment
- Love Me Right (KR)

VCR #5 (Promise)
- Sing For You (KR)

Ending Ment
- Unfair (KR)

Opening VCR (The EXO'luXion)
- 중독 (Overdose) (KR)
- History (KR/CH)
- El Dorado (KR)

Ment
- 나비소녀 (Don't Go) (KR)
- Playboy (KR)
- 인어의 눈물 (Baby, Don't Cry) (KR)
- My Answer (KR)

VCR #2 (My Turn to Cry)
- The Star (KR)
- EXODUS (KR)
- Hurt (KR)

VCR #3 (Coffee Shop) 
- 피터팬 (Peter Pan) (KR)
- XOXO (KR)
- Lucky (CH)
- 3.6.5 (KR)

Ment
- Christmas Day (KR)
- 첫 눈 (First Snow) (KR)
- 12월의 기적 (Miracles in December) (CH)

Ment
- Full Moon (KR)
- Machine (KR)
- Drop That (KR)
- Let Out the Beast (KR)
- Run (KR)

VCR #4
- Call Me Baby (KR)
- Dubstep Intro (KR)
- 으르렁 (Growl) (Extended Version) (CH)

Ment
- Love Me Right (KR)

VCR #5 (Promise)
- Sing For You (KR)

Ending Ment
- Unfair (KR)

Opening VCR (The EXO'luXion dot)
- 중독 (Overdose) (KR)
- History (KR/CH)
- El Dorado (KR)

Ment
- 나비소녀 (Don't Go) (KR)
- Playboy (KR)
- 인어의 눈물 (Baby, Don't Cry) (KR)
- My Answer (KR)

VCR #2 (My Turn to Cry)
- The Star (KR)
- EXODUS (KR)
- Hurt (KR)

VCR #3 (Coffee Shop) 
- 피터팬 (Peter Pan) (KR)
- XOXO (KR)
- Lucky (KR)
- 3.6.5 (KR)

Ment
- Christmas Day (KR)
- 첫 눈 (First Snow) (KR)
- 12월의 기적 (Miracles in December) (KR)

Ment
- Full Moon (Extended Version) (KR)
- Machine (KR)
- Drop That (Extended Version) (KR)
- Let Out the Beast (Extended Version) (KR)
- Run (Extended Version) (KR)

VCR #4
- Call Me Baby (KR)
- 으르렁 (Growl) (Extended Version) (KR)

Ment
- Love Me Right (KR)

VCR #5 (Tour Highlights)
- Girlfriend (KR)
- Unfair (KR)

Ending Ment
- Sing For You (KR)
- Promise Encore (Ngày cuối)

## Danh sách buổi diễn
| Ngày                 | Thành phố      | Quốc gia    | Địa điểm                                  | Số vé được mua   | Doanh thu   |
| Châu Á               | Châu Á         | Châu Á      | Châu Á                                    | Châu Á           | Châu Á      |
| -------------------- | -------------- | ----------- | ----------------------------------------- | ---------------- | ----------- |
| 7 tháng 3 năm 2015   | Seoul          | Hàn Quốc    | Nhà thi đấu Thể dục dụng cụ Olympic       | 67.040 (100%)    | $7.304.955  |
| 8 tháng 3 năm 2015   | Seoul          | Hàn Quốc    | Nhà thi đấu Thể dục dụng cụ Olympic       | 67.040 (100%)    | $7.304.955  |
| 13 tháng 3 năm 2015  | Seoul          | Hàn Quốc    | Nhà thi đấu Thể dục dụng cụ Olympic       | 67.040 (100%)    | $7.304.955  |
| 14 tháng 3 năm 2015  | Seoul          | Hàn Quốc    | Nhà thi đấu Thể dục dụng cụ Olympic       | 67.040 (100%)    | $7.304.955  |
| 15 tháng 3 năm 2015  | Seoul          | Hàn Quốc    | Nhà thi đấu Thể dục dụng cụ Olympic       | 67.040 (100%)    | $7.304.955  |
| 30 tháng 5 năm 2015  | Thượng Hải     | Trung Quốc  | Mercedes-Benz Arena                       | 21.248 (100%)    | $2.703.158  |
| 31 tháng 5 năm 2015  | Thượng Hải     | Trung Quốc  | Mercedes-Benz Arena                       | 21.248 (100%)    | $2.703.158  |
| 12 tháng 6 năm 2015  | Đài Bắc        | Đài Loan    | Nhà thi đấu Đài Bắc                       | 23.180 (100%)    | $2.891.568  |
| 13 tháng 6 năm 2015  | Đài Bắc        | Đài Loan    | Nhà thi đấu Đài Bắc                       | 23.180 (100%)    | $2.891.568  |
| 20 tháng 6 năm 2015  | Bangkok        | Thái Lan    | Impact Arena                              | 27.476 (100%)    | $3.403.074  |
| 21 tháng 6 năm 2015  | Bangkok        | Thái Lan    | Impact Arena                              | 27.476 (100%)    | $3.403.074  |
| 18 tháng 7 năm 2015  | Bắc Kinh       | Trung Quốc  | Trung tâm MasterCard                      | 23.512 (100%)    | $2.993.100  |
| 19 tháng 7 năm 2015  | Bắc Kinh       | Trung Quốc  | Trung tâm MasterCard                      | 23.512 (100%)    | $2.993.100  |
| 1 tháng 8 năm 2015   | Thành Đô       | Trung Quốc  | Trung tâm Thể thao Thành Đô               | 16.318 (100%)    | $1.865.279  |
| 16 tháng 8 năm 2015  | Xích Liệp Giác | Hồng Kông   | AsiaWorld–Arena                           | 27.308 (100%)    | $3.532.241  |
| 17 tháng 8 năm 2015  | Xích Liệp Giác | Hồng Kông   | AsiaWorld–Arena                           | 27.308 (100%)    | $3.532.241  |
| 22 tháng 8 năm 2015  | Tây An         | Trung Quốc  | Sân vận động tỉnh Thiểm Tây               | 13.759 (100%)    | $1.572.032  |
| 12 tháng 9 năm 2015  | Trùng Khánh    | Trung Quốc  | Trung tâm Thể thao Olympic Trùng Khánh    | 15.342 (100%)    | $1.752.911  |
| 17 tháng 10 năm 2015 | Quảng Châu     | Trung Quốc  | Nhà thi đấu Thể thao Quốc tế Quảng Châu   | 12.373 (100%)    | $1.571.432  |
| 31 tháng 10 năm 2015 | Fukuoka        | Nhật Bản    | Marine Messe Fukuoka                      | 23.896 (100%)    | $2.680.025  |
| 1 tháng 11 năm 2015  | Fukuoka        | Nhật Bản    | Marine Messe Fukuoka                      | 23.896 (100%)    | $2.680.025  |
| 6 tháng 11 năm 2015  | Tokyo          | Nhật Bản    | Tokyo Dome                                | 147.382 (100%)   | $12.689.900 |
| 7 tháng 11 năm 2015  | Tokyo          | Nhật Bản    | Tokyo Dome                                | 147.382 (100%)   | $12.689.900 |
| 8 tháng 11 năm 2015  | Tokyo          | Nhật Bản    | Tokyo Dome                                | 147.382 (100%)   | $12.689.900 |
| 13 tháng 11 năm 2015 | Osaka          | Nhật Bản    | Osaka Dome                                | 134.830 (100%)   | $11.609.370 |
| 14 tháng 11 năm 2015 | Osaka          | Nhật Bản    | Osaka Dome                                | 134.830 (100%)   | $11.609.370 |
| 15 tháng 11 năm 2015 | Osaka          | Nhật Bản    | Osaka Dome                                | 134.830 (100%)   | $11.609.370 |
| 21 tháng 11 năm 2015 | Ma Cao         | Trung Quốc  | Cotai Arena                               | 13.108 (100%)    | $1.702.618  |
| 12 tháng 12 năm 2015 | Nam Kinh       | Trung Quốc  | Trung tâm Thể thao Olympic Nam Kinh       | 11.612 (100%)    | $1.475.187  |
| 9 tháng 1 năm 2016   | Kallang        | Singapore   | Sân vận động trong nhà Singapore          | 16.344 (100%)    | $2.209.904  |
| 10 tháng 1 năm 2016  | Kallang        | Singapore   | Sân vận động trong nhà Singapore          | 16.344 (100%)    | $2.209.904  |
| 23 tháng 1 năm 2016  | Manila         | Philippines | Mall of Asia Arena                        | 20.056 (100%)    | $2.355.525  |
| 24 tháng 1 năm 2016  | Manila         | Philippines | Mall of Asia Arena                        | 20.056 (100%)    | $2.355.525  |
| Bắc Mỹ               |                |             |                                           |                  |             |
| 10 tháng 2 năm 2016  | Dallas         | Mỹ          | Verizon Theatre                           | 6.284 (99%)      | $924.841    |
| 12 tháng 2 năm 2016  | Vancouver      | Canada      | Thunderbird Arena                         | 7.842 (97%)      | $1.120.406  |
| 14 tháng 2 năm 2016  | Los Angeles    | Mỹ          | Los Angeles Memorial Sports Arena         | 12.998 (100%)    | $1.991.469  |
| 19 tháng 2 năm 2016  | Chicago        | Mỹ          | Rosemont Theatre                          | 4.394 (100%)     | $678.112    |
| 21 tháng 2 năm 2016  | Newark         | Mỹ          | Trung tâm Prudential                      | 9.919 (100%)     | $1.418.705  |
| Châu Á               |                |             |                                           |                  |             |
| 27 tháng 2 năm 2016  | Jakarta        | Indonesia   | Trung tâm hội nghị và triển lãm Indonesia | 15.284 (100%)    | $1.941.237  |
| 5 tháng 3 năm 2016   | Đại Liên       | Trung Quốc  | Trung tâm Thể thao Đại Liên               | 15.702 (100%)    | $1.790.928  |
| 12 tháng 3 năm 2016  | Kuala Lumpur   | Malaysia    | Sân vận động Merdeka                      | 15.415 (100%)    | $1.883.311  |
| 18 tháng 3 năm 2016  | Seoul          | Hàn Quốc    | Nhà thi đấu Thể dục dụng cụ Olympic       | 42.165 (100%)    | $4.683.664  |
| 19 tháng 3 năm 2016  | Seoul          | Hàn Quốc    | Nhà thi đấu Thể dục dụng cụ Olympic       | 42.165 (100%)    | $4.683.664  |
| 20 tháng 3 năm 2016  | Seoul          | Hàn Quốc    | Nhà thi đấu Thể dục dụng cụ Olympic       | 42.165 (100%)    | $4.683.664  |
| Tổng cộng            | Tổng cộng      | Tổng cộng   | Tổng cộng                                 | 742.856 (99,48%) | $81.279.361 |